# Brindisi-Casalei repülőtér
A Brindisi-Casalei repülőtér olasz nyelven: Aeroporto di Brindisi-Casale vagy Aeroporto del Salento) (IATA: BDS, ICAO: LIBR) Olaszország egyik nemzetközi repülőtere. Puglia régiójában fekszik, Brindisi városának központjától 6 kilométerre.  Jelentősen kibővítették 2007-ben a schengeni normáknak megfelelően. 2010-től a Ryanair egyik bázisa.

## Forgalom
Az utasforgalom az elmúlt években az alábbi módon változott:
| Utasok száma | 539 593 | 611 996 | 765 753 | 815 541 | 1 091 270 | 2 101 045 | 2 258 292 | 2 321 147 | 1 016 571 | 3 168 786 |
|              | 1998    | 2001    | 2004    | 2006    | 2009      | 2012      | 2015      | 2017      | 2020      | 2023      |

## Légitársaságok és úticélok
| Légitársaság                  | Célállomások |
| ----------------------------- | --- |
| Aer Lingus                    | Szezonális: Dublin (2023. május 27-től) |
| AeroItalia                    | Bergamo (2023. március 26-tól) Szezonális: Forlì (2023. június 17-től) |
| Air Dolomiti                  | Szezonális: München |
| AlbaStar                      | Trapani Szezonális: Bergamo |
| Austrian Airlines             | Szezonális: Bécs |
| British Airways               | Szezonális: London–Heathrow |
| Brüsszel Airlines             | Szezonális: Brüsszel (2023. április 29-től) |
| DAT                           | Szezonális: Catania |
| easyJet                       | Basel/Mulhouse, Genf, Milánó–Malpensa Szezonális: London–Gatwick repülőtér, Párizs–Orly repülőtér, Zürich |
| Eurowings                     | Stuttgart Szezonális: Köln/Bonn, Düsseldorf |
| ITA Airways                   | Milánó–Linate, Róma–Fiumicino |
| Luxair                        | Szezonális: Luxembourg |
| Neos                          | Szezonális: Milánó–Malpensa, Verona |
| Ryanair                       | Barcelona, Beauvais, Bergamo, Bologna, Bordeaux, Charleroi, Eindhoven, Genova, London–Stansted repülőtér, Manchester, Milánó–Malpensa, Perugia, Pisa, Róma-Fiumicino nemzetközi repülőtér, Torino, Verona Szezonális: Dublin (2023. május 2-től), Madrid, Memmingen, Palermo, Stockholm–Arlanda, Treviso, Velence (2023. március 26-tól) Wrocław (2023 március 27-től), Zágráb |
| SkyAlps                       | Szezonális: Bolzano |
| Swiss International Air Lines | Genf, Zürich |
| Transavia                     | Szezonális: Párizs–Orly repülőtér, Rotterdam/The Hague |
| TUI fly Belgium               | Szezonális: Brüsszel |
| Ural Airlines                 | Szezonális charter: Moszkva-Domogyedovó |
| Volotea                       | Szezonális: Nantes |
| Vueling                       | Szezonális: Barcelona |
| Wizz Air                      | Milánó–Malpensa, Tirana (2023. július 3-tól) |

## Fordítás
- Ez a szócikk részben vagy egészben  az   Aeroporto di Brindisi-Casale című olasz Wikipédia-szócikk fordításán alapul.  Az eredeti cikk szerkesztőit annak laptörténete sorolja fel. Ez a jelzés csupán a megfogalmazás eredetét és a szerzői jogokat jelzi, nem szolgál a cikkben szereplő információk forrásmegjelöléseként.